# Sergio Borgo
Sergio Borgo (Soncino, 2 febbraio 1953) è un dirigente sportivo, allenatore di calcio ed ex calciatore italiano, di ruolo centrocampista.

## Carriera

### Giocatore

Borgo alla Lazio negli anni 70, insieme al compagno di squadra Stefano Di Chiara.

Ha iniziato a giocare nella Pro Patria (per settantamila lire mensili, come ha raccontato lo stesso Borgo), dove aveva conosciuto Re Cecconi, grazie al quale arrivò a Roma per settanta milioni, sponda laziale, proprio nell'anno in cui la società biancoceleste conquistò il suo primo successo. Qui Borgo, soprannominato "il Professore" da Re Cecconi, disputò in quella storica stagione una partita in prima squadra, il 10 marzo 1974 nella vittoria interna per 2-0 contro il Cesena.
Ma è nella Pistoiese, di cui era il capitano, che Borgo ha trovato il suo spazio, partecipando all'epopea della squadra toscana dalla Serie C alla Serie A e giocando insieme ad altri famosi giocatori, come Mario Frustalupi, protagonista del primo scudetto laziale, Mauro Bellugi, e Marcello Lippi, futuro commissario tecnico della nazionale italiana campione del mondo a Germania 2006.

### Dopo il ritiro
Direttore sportivo prima dell'Aosta, poi dello Spezia, squadra con cui aveva militato per tre anni in Serie C e della quale diventa presidente nel 1998, dopo la retrocessione in Serie C2.
Per un breve periodo, tra il maggio e l'agosto del 2000, è stato il direttore sportivo del Neftochimic Burgas, squadra bulgara di prima divisione.
Dopo nove anni, al termine della stagione 2008-09, ha lasciato la carica di diesse del Novara, in cui, nel 2004-05, ha brevemente ricoperto anche il ruolo di allenatore.
Dal settembre 2011, fino a fine stagione, ha ricoperto il ruolo di direttore sportivo del Derthona. Il 17 settembre 2018 viene ufficializzato come nuovo diesse del Cuneo.

## Palmarès

### Competizioni nazionali
- Campionato italiano: 1

Lazio: 1973-1974
- Serie C: 1

Pistoiese: 1976-1977 (girone B)

### Altre competizioni
- Campionato Under 23: 1

Lazio: 1973-1974